# John Bull (allegoria)

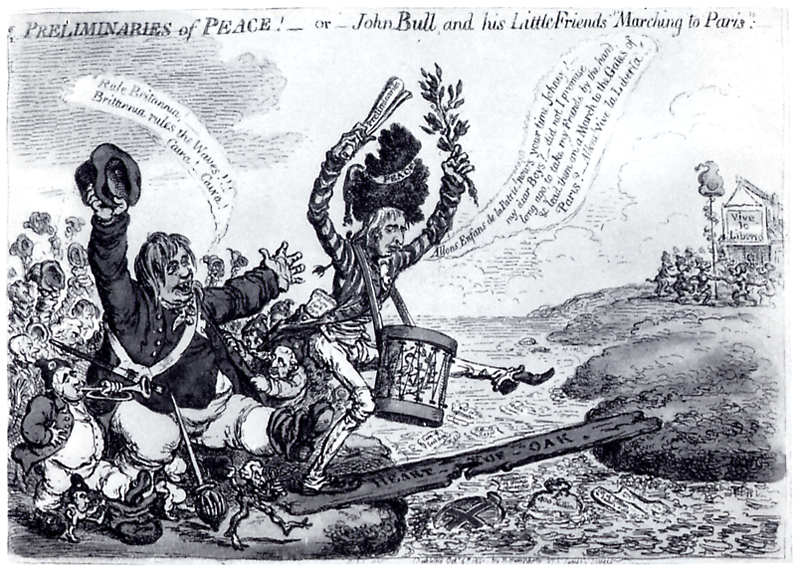
Preliminari della pace, o John Bull e i suoi piccoli amici marciano verso Parigi, incisione di James Gillray

John Bull (letteralmente: Gianni Toro) è la personificazione nazionale del Regno di Gran Bretagna, creata da John Arbuthnot nel 1712 e resa popolare dapprima dagli stampatori britannici, quindi all'estero da illustratori e scrittori come lo statunitense Thomas Nast e l'irlandese George Bernard Shaw, autore di John Bull's Other Island.

## Storia

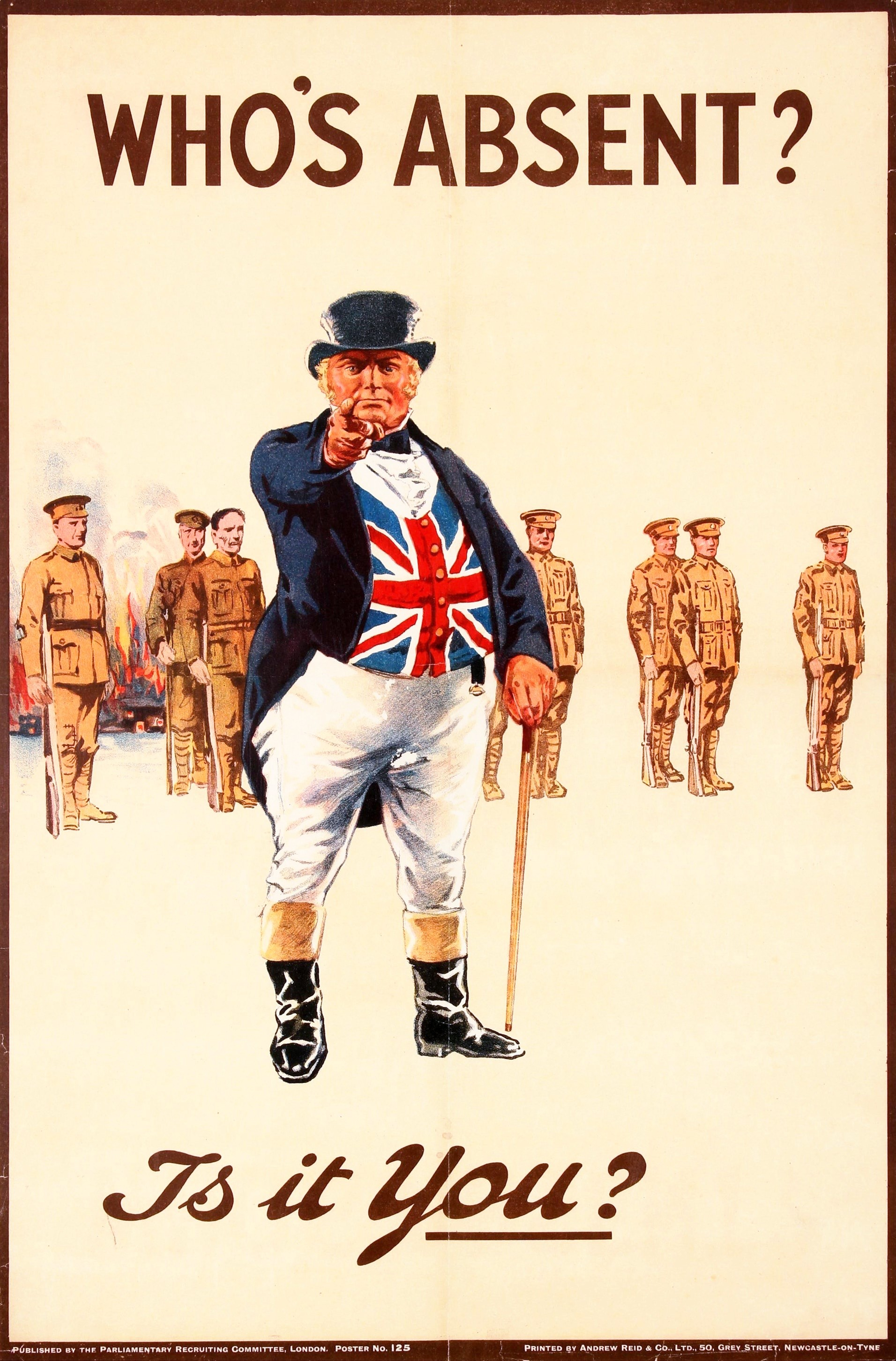
Poster per il reclutamento nella prima guerra mondiale

Come personaggio letterario, John Bull è pieno di buone intenzioni spesso frustrate, dotato di buon senso contadino. A differenza del successivo Zio Sam, non è una figura autoritaria, ma piuttosto un piccolo possidente che ambisce a godersi la sua birra e la pace domestica, non esercita né un potere patriarcale né un fascino eroico.

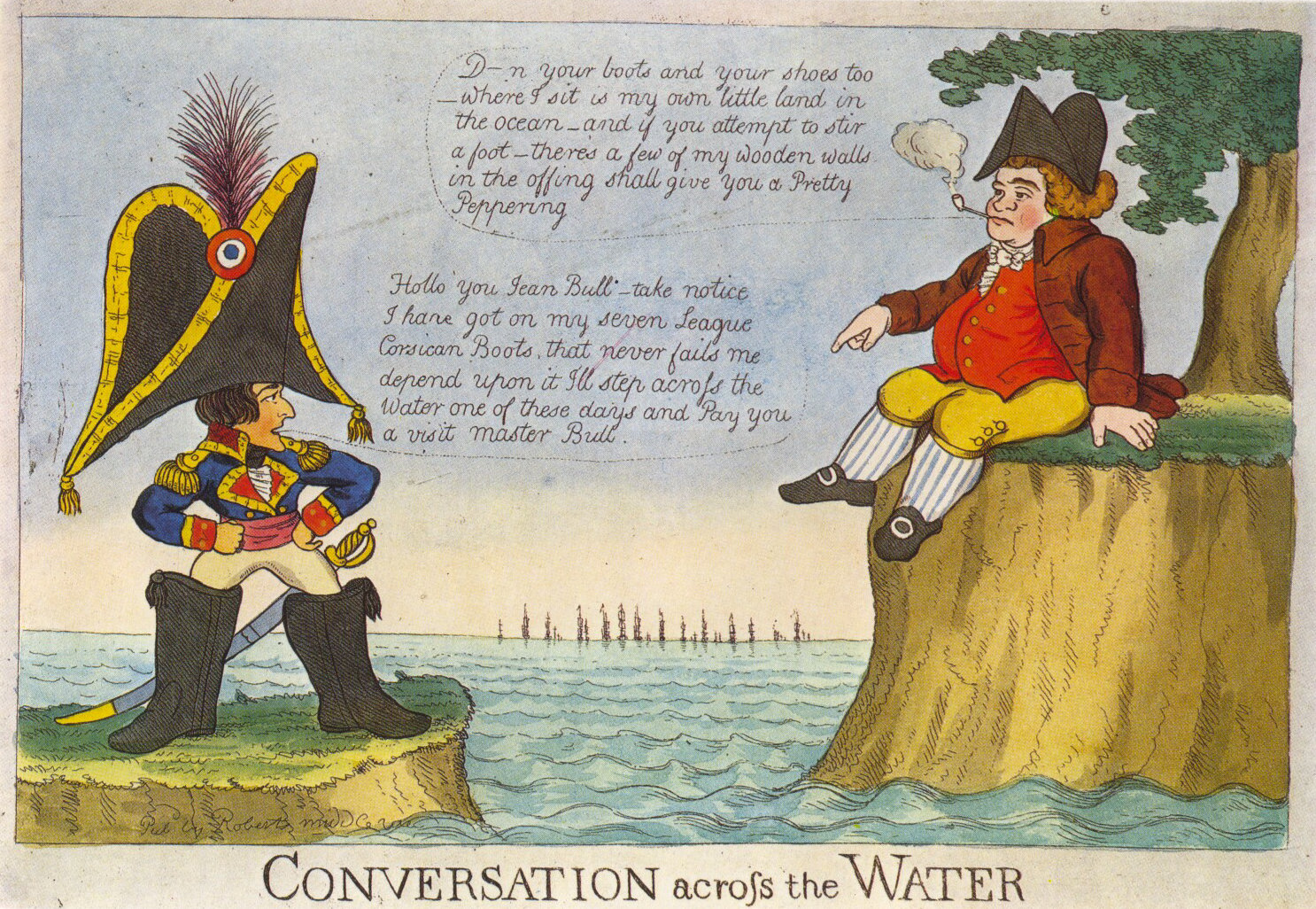
Conversation across the water: John Bull a colloquio con Napoleone

Talvolta con esso ci si riferisce alla totalità del Regno Unito, anche se l'uso non è stato completamente accettato in Scozia o Galles, dove viene visto come una figura prettamente inglese, più che britannica.
Effettivamente Arbuthnot concepì il personaggio come personificazione dell'Inghilterra più che della Gran Bretagna: infatti gli affiancò una sorella di nome Peg (che rappresenta la Scozia e che sopravvisse nell'arte anche oltre il XVIII secolo) e un nemico tradizionale di nome Louis Baboon (la casa dei Borbone di Francia e poi anche di Spagna, figura in seguito scomparsa).
Perciò, come alternative, in alcune vignette si usano Britannia, o un leone. Nell'Irlanda del Nord la figura di John Bull è stata abbracciata dagli Unionisti, mentre viene rifiutata dalla maggior parte dei nazionalisti irlandesi.
Bull viene di solito raffigurato come un uomo tozzo e ben piantato con una giacca a code e i pantaloni al ginocchio, con un panciotto con la bandiera del Regno Unito, secondo la moda del periodo della Reggenza. Indossa un cilindro ed è spesso accompagnato da un bulldog. John Bull è stato usato in numerose campagne pubblicitarie nel tempo, ed è una presenza frequente nelle vignette dei giornali britannici di fine del XIX e inizio XX secolo.
Il tracagnotto e conservatore John Bull, vestito come un gentiluomo di campagna inglese, a volte in contrasto esplicito con lo stereotipo con lo scheletrico rivoluzionario francese sans-culottes giacobino, compare spesso nelle stampe di disegnatori satirici quali James Gillray, Thomas Rowlandson e George Cruikshank a partire dal 1790.